# 古代ローマの公職
古代ローマの公職（こだいローマのこうしょく）は、古代ローマの官職・称号についての一覧表である。

## 特別職
- インテルレクス（interrex, 摂政）
- パトリキウス（Patricius, 貴族）
- トリウムウィリ・レイ・プブリカエ・コンスティトゥエンダエ・コンスラリ・ポテスタテ（Triumviri Rei Publicae Constituendae Consulari Potestate, 三人官）

## 政務職

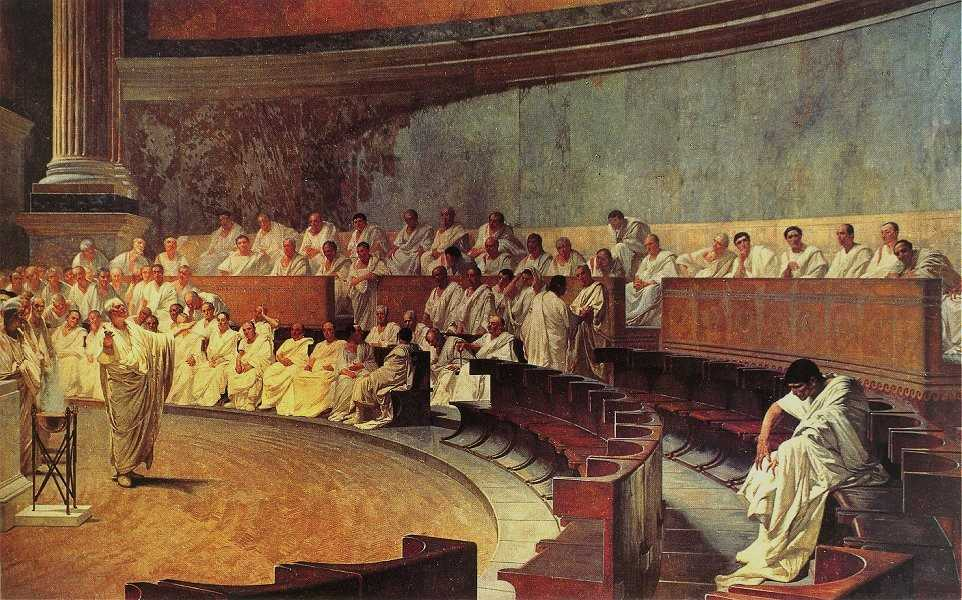
政務官の主な選定を行った元老院

- ディクタートル（dictator, 独裁官）‐ 臨時の独裁権保持者
  - マギステル・エクィトゥム（Magister Equitum, 騎士長官, 騎兵長官）‐ 独裁官の補佐官
- コンスル（consul, 執政官, 執政, 統領）‐ 元首、インペリウム保持者
  - トリブヌス・ミリトゥム・コンスラリ・ポテスタテ（tribunus militum consulari potestate, 執政武官）- 共和政下で一時的に執政官の代わりに設置された
- プラエトル（praetor, 法務官）‐ コンスルの補佐、法律管理を担当、インペリウム保持者
- アエディリス（aedilis, 造営官, 按察官）‐ 都市管理を担当
  - 上級アエディリス（curule aediles）‐「貴族のアエディリス」
  - 下級アエディリス（aedilis）‐「平民のアエディリス」
- クァエストル（quaestor, 財務官）‐ 財政管理を担当
- トリブヌス・プレビス（tribunus plebis, 護民官）‐平民の庇護者、身体の不可侵権・議決拒否権保持者
- ケンソル（censor, 監察官）‐ 市民権保持者の戸口調査、元老院議員・騎士の管理
- レクトル・プロウィンキアエ（rector provinciae, 属州総督）‐ 属州の統治者、コンスルとプラエトルの経験者から選抜
  - プロコンスル（proconsul, 執政官経験者）
  - プロプラエトル（propraetor, 法務官経験者）
  - プロマギストラテス（Promagistrates, 政務代行官）
- プラエフェクトゥス（Praefectus, 長官職)
  - プラエフェクトゥス・プラエトリオ（Praefectus praetorio, 近衛隊長官, 近衛隊長）
  - プラエフェクトゥス・ウルビ（Praefectus urbi, 首都長官）
- マギステル・オフィキオルム（Magister officiorum, 内務長官）
- クァエストル・サクリ・パラティ（quaestor sacri palatii, 法務長官）
- ラティオナリス（Rationalis, 財務長官）
- ドゥウムウィリ（Duumviri, 二人官）
- デケムウィリ（Decemviri, 十人官）
- ウィギンティセクスウィリ（Vigintisexviri, 二十六人官）- のち20人に削減されてウィギンティウィリ (Vigintiviri, 二十人官) となった

## 軍務職

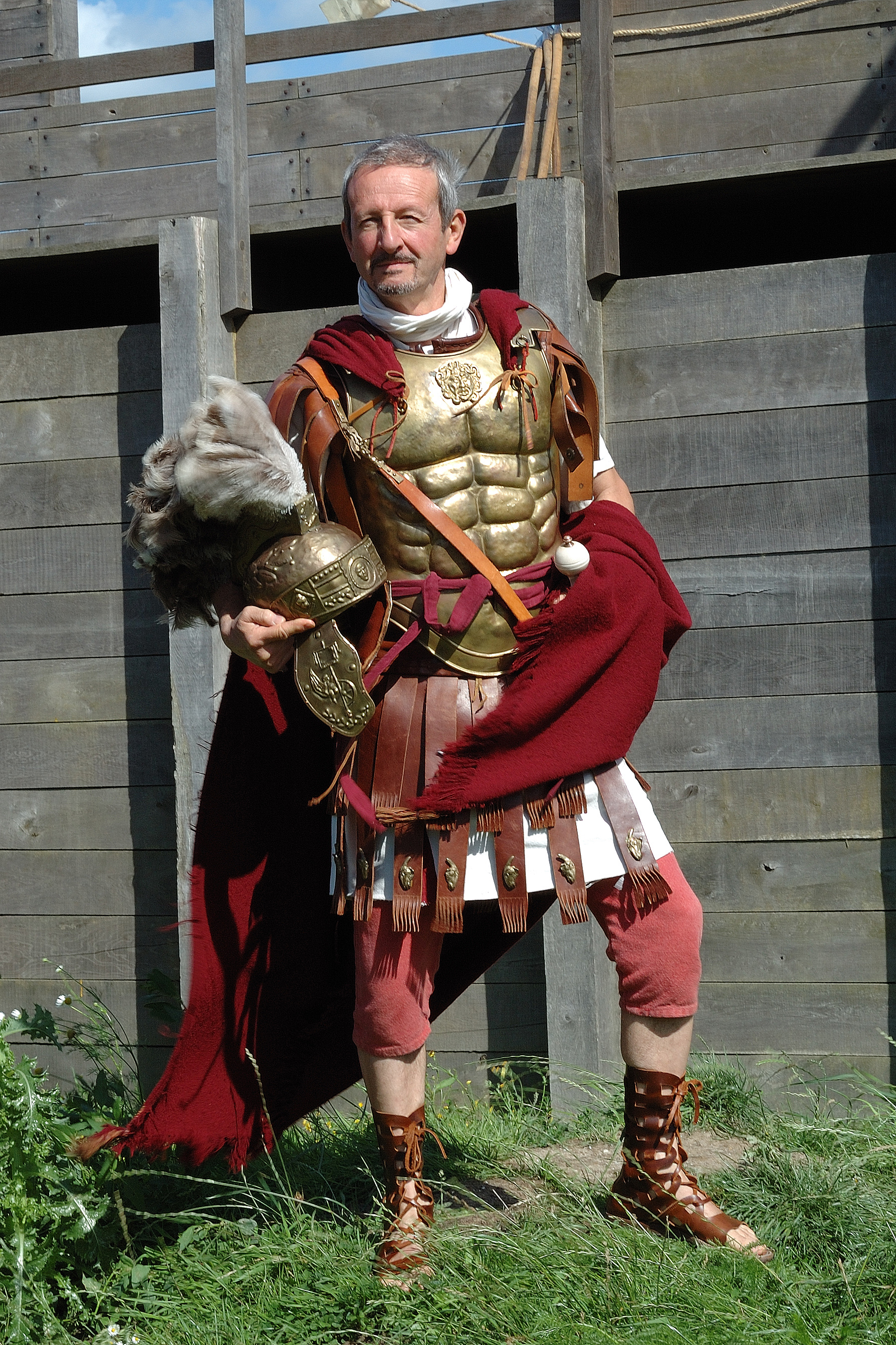
トリブヌス・ミリトゥム

- マギステル・ミリトゥム（magister militum, 軍務長官）
- ドゥクス（Dux, 公, 地方司令官）‐ 公爵の源流
- コメス（Comes, 伯, 随行者, 地方副司令官）‐ 伯爵の源流
- レガトゥス ‐ 指揮官
  - レガトゥス・レギオニス（legatus legionis, 軍団長）
  - レガトゥス・アウグステ・プロプラエトル（legatus Augusti pro praetore, 属州代理, 知事, 上級軍団長）
- トリブヌス・ミリトゥム（tribunus militum, 幕僚）
- プロテクトレス・アウグステ・ノストリ（Protectores Augusti Nostri, 名誉司令官）
- プリムス・ピルス（prīmus pīlus, 首席百人隊長）
- ケントゥリオ（Centurio, 百人隊長）
- コルニクラーリウス（cornicularius, 百人隊長補）
- デクリオ（Decurio, 十人隊長）
- シグニフェリ（Signiferi, 旗手）
  - アクィリフェル（Aquilifer, 鷲章旗手）
  - ドラコナリウス（Draconarius, 竜章旗手）
  - ウェクシラリウス（Vexillarius, 軍団旗手）
- ドゥプリカリウス（Duplicarius, 特別恩給兵）
- オピト（optio, 選抜兵）
- エウォカトゥス（evocatus, 復帰兵）
- ディスケンス（discens, 訓練兵）

## 神官職

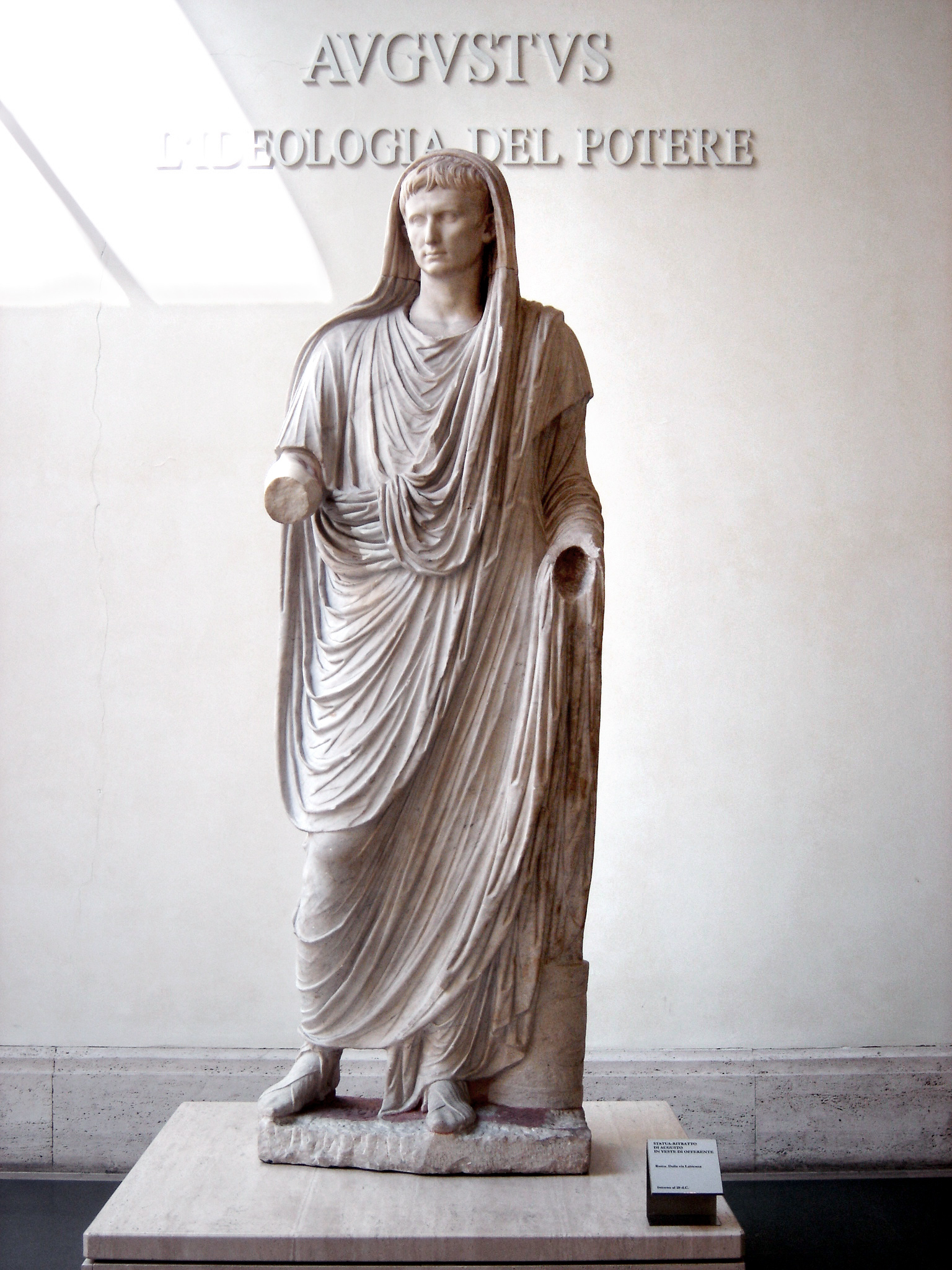
ポンティフェクス・マクシムス用の服を着たアウグストゥス帝

- ポンティフェクス（pontifex, 神官、司祭）
  - ポンティフェクス・マクシムス（pontifex maximus, 大神官、神官団長、最高神祇官、最高司祭）
- レクス・サクロルム（rex sacrorum, 祭儀監督官）
- フラミネス（flamines, 祭司）
  - フラメン・ディアリス（Flamen Dialis, ユーピテル神の祭司）
  - フラメン・マルティアリス（Flamen Martialis, マールス神の祭司）
  - フラメン・クィリナリス（Flamen Quirinalis, クゥイリーヌス神の祭司）
- アウグル（Augur, 鳥卜官、卜鳥官、鳥占官）

## 補助職
- リクトル（Lictor, 警士）
- カッリグラプス（Calligraphus, 書記官）
- コンプルソル（Compulsor, 徴税官）
- ドメスティキ（Domestici, 護衛兵）
- パラティネ（Palatine, 侍従）
- プラエポシトゥス・サクリ・クビクリ（Praepositus sacri cubiculi, 側用人長）
- クビクラリウス（Cubicularius, 側用人）

## 称号
これらは単なる称号であって特定の官職ではない。
- レクス（rex, 王）
- インペラトル（Imperator, インペリウム保持者、凱旋将軍）
- アウグストゥス（Augustus, 尊厳者） - 3世紀末に公式な称号となる。
- アウグスタ（Augusta, アウグストゥスの女性形）
- プリンケプス（Princeps, 第一人者）
  - プリンケプス・セナートゥス（Princeps senatus, 元老院の第一人者）
  - プリンケプス・キウィタス（Princeps Civitas, 市民の第一人者）
- ドミヌス（Dominus, 主人）
- カエサル（Caesar, カエサル家の者） - 3世紀末に公式な称号となる。
- クラリッシムス（Clarissimus, 最も光輝な人）
- ノビリッシムス（Nobilissimus, 貴顕の人）